# Wu Yibing
Wu Yibing (kinesisk: 吴易昺; født 14. oktober 1999 i Hangzhou, Folkerepublikken Kina) er en professionel tennisspiller fra Folkerepublikken Kina.